# Жан Гремийон
Жан Гремийон (на френски: Jean Grémillon) е френски режисьор.

## Биография
Роден е на 3 октомври 1901 година в Байо, Нормандия, в бедно семейство. Премества се в Париж през 1920 година, за да се занимава с музика и театър, а от 1923 година режисира късометражни неми филми. Успех му донася филмът Gardiens de phare (1929), след което започва да работи с водещи френски актьори във филми като „Влекачи“ (Remorques, 1941), Les charmes de l'existence (1949), Pattes blanches (1949), L'amour d'une femme (1953).
Жан Гремийон умира на 25 ноември 1959 година в Париж.